# Manifestations de Deraa
Ne doit pas être confondu avec Bataille de Deraa ou Offensive de Deraa.
Les manifestations de Deraa ont lieu en mars 2011, lors du printemps arabe. Elles marquent le début de la guerre civile syrienne.

## Prélude
En février 2011, quelques jours après la chute de Zine el-Abidine Ben Ali en Tunisie et celle d'Hosni Moubarak en Égypte, un groupe d'une quinzaine ou d'une vingtaine d'adolescents inscrit sur les murs d'une école de Deraa le slogan « Jay alek el door ya doctor » (« Ton tour arrive, docteur »),,,,,,. Ces mots visent alors directement le président syrien Bachar el-Assad, ancien ophtalmologue. La plupart des enfants, âgés de 10 à 17 ans, sont très rapidement arrêtés par les services de renseignement et torturés pendant plusieurs semaines,,. Ils sont frappés, fouettés, battus à coups de câbles électriques et ont les ongles arrachés,,.
Afin de solliciter la libération des adolescents, un groupe de parents, mené par un cheikh du clan Abazeid, se rend chez le chef de la branche locale de la Sécurité politique, Atef Najib, un cousin de Bachar el-Assad. En signe de soumission, le cheikh dépose son hatta, un turban bédouin, sur le bureau d'Atef Najib. Mais ce dernier réplique brutalement et aurait déclaré aux membres de la délégation : « Oubliez vos enfants et allez retrouver vos femmes. Elles vous en donneront d'autres. Et puis, si vous n'êtes pas capables de leur faire des enfants, amenez-nous vos femmes. On le fera pour vous. » Ces paroles se répandent alors à Deraa comme une traînée de poudre et scandalisent les habitants.

## Déroulement
Le 15 mars, un premier rassemblement d'une cinquantaine de personnes a lieu devant le palais de justice de Deraa, mais il se tient dans le silence par peur d'une répression,. Une seconde manifestation de bien plus grande ampleur, baptisée le « vendredi de la liberté », suit le 18 mars. Selon Benjamin Barthe, journaliste pour Le Monde : « Le cri libérateur survient [...] lors de la prière du vendredi, dans une petite mosquée de Deraa. [...] Au milieu du sermon, dans une ambiance électrique, alors que l'imam prêche le respect du régime, un homme lâche : "Allah akbar !" C'est le signal. Peu à peu, d'autres fidèles l'imitent, à voix basse puis de plus en plus fort. Le petit groupe d'hommes en colère quitte la salle de prière et marche vers la mosquée Al-Omari, quelques centaines de mètres plus loin ». Atef Najib et le gouverneur Fayçal Kalthoum se portent à la rencontre des manifestants près de la mosquée al-Omari, mais ces derniers les accueillent par des insultes et des jets de pierre. Atef Najib appelle alors en renfort une unité antiterroriste : des hélicoptères se posent sur le terrain du stade municipal et les soldats qui en sortent tirent sur la foule, faisant deux à quatre morts et de nombreux blessés,,,. Deux victimes — nommées Hossam Ayach et Mahmoud Jawabreh — sont enterrées le lendemain. Des milliers de personnes viennent assister à leurs funérailles, mais la foule est dispersée violemment par les forces de l'ordre qui arrêtent plusieurs personnes.  
Le régime tente ensuite de calmer la situation : le ministre de la Justice Mohamad Ahmad Younis se rend à Deraa pour tenter de calmer les esprits et d'ouvrir un dialogue avec les manifestants. Des notables locaux demandent alors la libération de détenus politiques, la fermeture du siège de la police secrète à Deraa et le limogeage du gouverneur, ainsi qu'un procès public pour les responsables de la répression. Le 20 mars, Fayçal Meqdad, le vice-ministre des Affaires étrangères, et Rostom Ghazaleh, un haut responsable sécuritaire, présentent leurs condoléances pour les morts du 18 mars,,. Le même jour, la plupart des adolescents sont libérés et célébrés en « héros »,,. Mais les traces de tortures sur leurs corps et leurs visages ravivent la colère des habitants de Deraa,,. Des centaines de personnes tentent alors de gagner le palais du gouverneur, défendu par les forces de l'ordre qui tirent en l'air et utilisent des gaz lacrymogènes. Les manifestants mettent le feu au palais de justice, au siège du Parti Baas et aux succursales de deux compagnies de téléphone mobile dont l'une, Syriatel, appartient à Rami Makhlouf, un cousin du président Bachar el-Assad,,,. Un manifestant est tué par balles, plus de 100 autres sont blessés et la mosquée al-Omari est utilisée comme hôpital de campagne,. Un enfant décède également le 21 mars après avoir inhalé des gaz lacrymogènes.
Environ 2 000 personnes tiennent alors un sit-in à la mosquée al-Omari. Les manifestants réclament davantage de liberté et la fin de la corruption en Syrie. Les manifestations commencent également à gagner les localités voisines de Deraa, comme Enkhel, Jassem ou Nawa. Le 21 mars, des manifestations pacifiques ont lieu à Jassem (en), au nord-ouest de Deraa, où la foule scande le slogan : « Dieu, Syrie, liberté ». À Nawa (en), une marche contre le régime rassemble 2 500 personnes.
Le 22 mars, plus de mille personnes encerclées par les forces de sécurité forment une chaîne humaine autour de la mosquée al-Omari,. La police lance l'assaut dans la soirée : neuf personnes sont tuées et des dizaines d'autres blessées. Le 23 mars, la situation devient insurrectionnelle : les forces de l'ordre tirent à balles réelles,,,. Selon Jean-Pierre Perrin, journaliste de Libération : « Les vidéos disponibles sur Internet confirmaient la violence de l’assaut en montrant des soldats et des hommes en civils, probablement des moukhabarats (la police politique) tirant sur la foule à la kalachnikov ». La police tire encore sur la foule autour de la mosquée al-Omari et pendant les funérailles de victimes de la veille. Le même jour, le gouverneur Fayçal Khaltoum est limogé. Selon des militants locaux des droits de l'homme, les tueries ont fait entre 51 et 100 morts parmi les manifestants,,,. Sana, l'agence de presse du régime syrien, affirme qu'un membre des forces de l'ordre a été tué et ne reconnait la mort que de cinq manifestants qu'elle qualifie de membres de « gang armé ».
De leur côté, le Centre pour les droits de l’homme de Damas et l'hôpital central de Deraa font état d'au moins 36 à 37 victimes. 
Le 24 mars, la mosquée al-Omari est sous le contrôle des forces de sécurité. Des milliers de soldats et des unités anti-émeutes et anti-terroristes sont déployés dans les rues et aux entrées de la ville. 
La télévision d'État syrienne déclare alors que des armes et des liasses de billets ont été saisies à l'intérieur de la mosquée, tandis que le régime accuse Israël d'avoir fomenté la révolte.
Le 25 mars, à Al-Sanamayn, au nord de Deraa, des hommes du régime ouvrent le feu sur la foule rassemblée devant un bâtiment utilisé par les services de renseignements militaires et tuent 20 personnes selon des habitants,. Les autorités justifient la tuerie en affirmant que les protestataires étaient armés.
Le 25 mars, des manifestants arrachent un portrait géant de Bachar el-Assad, tandis qu'une statue de Hafez el-Assad est déboulonnée et incendiée par une foule de 3 000 personnes,,. Des membres des forces de l'ordre en tenue civile ouvrent alors le feu à l'arme automatique à partir de bâtiments alentour et dispersent la foule. Le 26 mars, des centaines de contestataires se rassemblent sur la place centrale de Deraa en brandissant des pancartes portant le slogan : « Le peuple veut la chute du régime ». Le même jour, un local du parti Baas et un commissariat sont incendiés à Tafas, près de Deraa,.
Le 5 avril, une grève générale est votée à Deraa. Le 8 avril, 26 manifestants sont tués à Deraa par des tirs des forces syriennes de sécurité contre un rassemblement pacifique selon l'Organisation nationale pour les droits de l'homme en Syrie. Les médias du régime affirment quant à eux que 19 policiers ont été tués et 75 blessés le même jour. 10 000 personnes se rassemblent dans le centre de la ville. Le 23 avril, après la mort la veille de 25 nouvelles personnes à Deraa et Damas, Nasser Hariri et Khalil Rifaï, deux députés indépendants de Deraa et Abdel-Rahim Abazid, le mufti de ville, démissionnent,.
Le 25 avril, les chars de l'armée syrienne entrent dans la ville de Deraa, désormais assiégée (écoles et administrations fermées, couvre-feu complet, interdiction de sortir,  excepté une permission de deux heures pour les femmes, électricité, téléphone et internet coupés),,,,.

## Bilan humain
Le 31 mars, les autorités syriennes annoncent l'ouverture d'une enquête sur les morts de Deraa. Le bilan des violences est alors d'au moins 30 morts selon le gouvernement, plus de 70 selon Human Rights Watch et 130 selon les opposants sur place. Amnesty International fait pour sa part état d'au moins 55 morts à la date du 26 mars.
Human Rights Watch dénonce les tirs à balles réelles effectués par les forces de sécurité syriennes contre des manifestants pacifiques. Sarah Leah Whitson, directrice de la division Moyen-Orient et Afrique du Nord à Human Rights Watch déclare : « Le gouvernement syrien n'a eu aucun scrupule à faire tirer sur des citoyens qui ne cherchaient qu'à exercer leur droit de s'exprimer. Les Syriens font preuve d'un courage incroyable en osant protester publiquement contre l'un des régimes les plus répressifs de la région, et ne devraient pas être soumis au risque de payer de leur vie ».
Début mai, l'organisation des droits de l'homme Insan affirme que 607 personnes ont été tuées en Syrie depuis le début de la répression, dont 451 à Deraa.